# Stade de Hamhung
Le Stade de Hamhung (en coréen : 함흥경기장) est un stade multifonction situé à Hamhung, en Corée du Nord. Il est actuellement principalement utilisé pour des matchs de football. Le stade a une capacité de 35 000 spectateurs, et a ouvert en 1981,.